# Albánsko-české vztahy
Albánsko-české vztahy jsou zahraniční vztahy Česka a Albánie.

## Historie
Československo uznalo Albánské knížectví za suverénní a nezávislý stát 5. července 1922.
Po druhé světové válce byly diplomatické vztahy Albánie a Československa na úrovni vyslanectví, v 50. letech 20. století byly povýšeny na velvyslanectví. V obou zemích byly nastoleny komunistické režimy, v roce 1961 však došlo k roztržce s ostatními socialistickými státy a po odvolání sovětských diplomatů odvolalo svého velvyslance i Československo. Českoslovenští diplomaté nižší úrovně pak v Albánii zastupovali i zájmy SSSR.

## Po roce 1990
Obě země se byly členy Varšavské smlouvy. Albánie však v roce 1968 na protest proti invazi vojsk Varšavské smlouvy do Československa z paktu vystoupila.
Obě země jsou členskými státy OBSE a NATO. Albánie je kandidátskou zemí pro vstup do Evropské unie, zatímco Česko již je jejím členem.

## Diplomatické mise

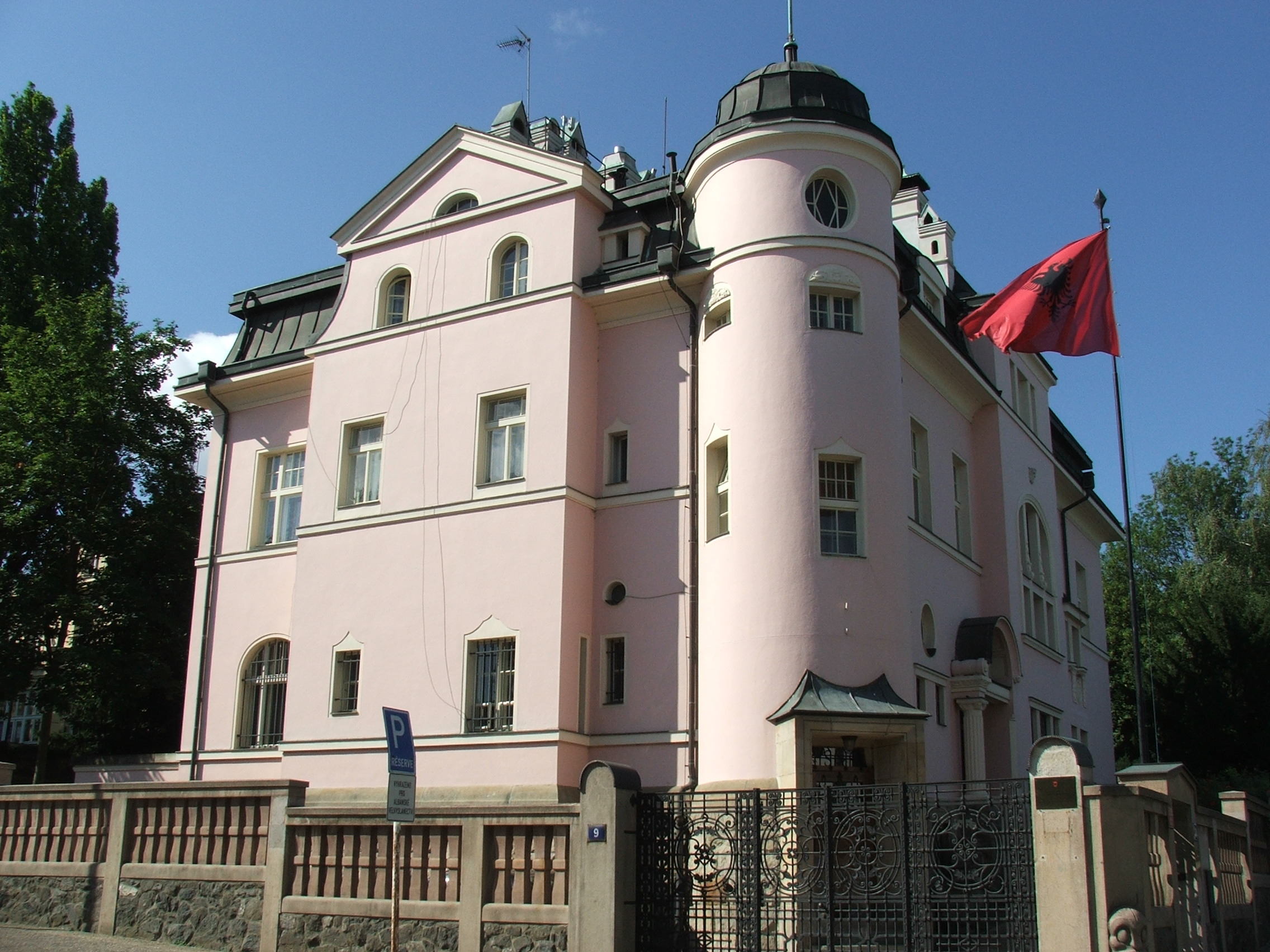
Albánská ambasáda v Praze

- Albánie má velvyslanectví v Praze.
- Česko má velvyslanectví v Tiraně.